# BMW X6
BMW X6 este un SUV crossover de lux de dimensiuni medii al producătorului german BMW. Este inițiatorul modelului sports activity coupé (SAC), făcând referire la designul înclinat al plafonului în spate. Acesta combină atributele unui SUV (garda la sol mare, tracțiune integrală și capacitate pentru orice vreme, roți și anvelope mari) cu aspectul unui coupé (acoperiș înclinat).